# Rio Casca
Rio Casca est une municipalité brésilienne de l'État du Minas Gerais et la microrégion de Ponte Nova.